# Automotrice FS ALn 668.1400
Le automotrici FS ALn 668.1400, note anche come ALn 668 serie 1400, furono prodotte tra il 1956 e il 1963 dalla FIAT Sezione Materiale Ferroviario di Torino e fanno parte della prima generazione del gruppo ALn 668, che comprende anche la serie ALn 668.2400, prodotta quasi contemporaneamente dalla Breda di Milano.
Con le automotrici ALn 668.1400 furono costruite le rimorchiate Ln 664.1400.

## Costruzione
La serie 1400, prima della famiglia ALn 668, fu prodotta dalla FIAT Sezione Materiale Ferroviario di Torino in 80 unità comprendenti:
- i prototipi ALn 668.1401-1403, ordinati nel 1955 e consegnati nel 1956, 1957 e 1958;
- la sottoserie ALn 668.1404-1470, suddivisa in due gruppi comprendenti le unità:

• 1404-1430, ordinate nel 1957 e consegnate tra il 1958 e il 1959,
• 1431-1470, ordinate nel 1959 e consegnate tra il 1959 e il 1960;
- la sottoserie ALn 668.1471-1480, ordinata nel 1961 e consegnata nel 1963.

A queste si affiancarono le 4 rimorchiate Ln 68.1401-1404, ordinate nel 1954 e consegnate nel 1957, e le 28 rimorchiate pilota Ln 664.1405-1432, ordinate nel 1957 e consegnate nel 1959.
Il prezzo d'acquisto convenuto all'epoca con le Ferrovie dello Stato (FS) fu di 39 milioni di lire per le automotrici e di 19 milioni di lire per le rimorchiate.

## Caratteristiche
Le ALn 668.1400 hanno una capacità di 68 posti a sedere, di cui 8 di prima classe, e sono mosse da due motori Diesel con potenza di taratura di 110 kW ciascuno, che permettono una velocità massima di 110 km/h e un'autonomia di circa 600 km.
Le automotrici ALn 668.1400 possono essere pilotate dalle rimorchiate Ln 664.1400 e sono atte al comando multiplo in doppia trazione.

### Differenze dai prototipi

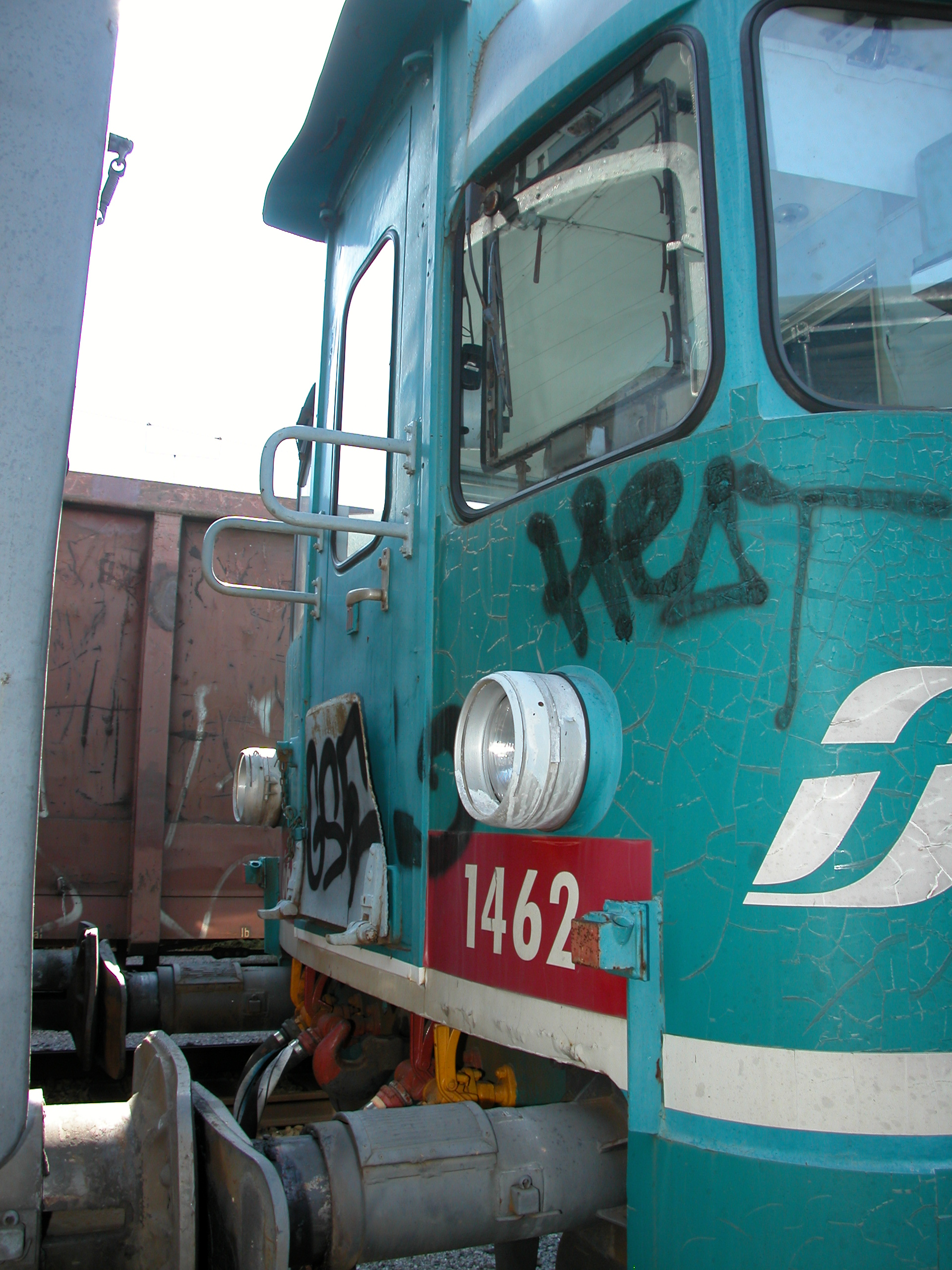
Il frontale lato cabina posteriore dell'automotrice ALn 668.1462, privato del mantice di intercomunicazione e ritornato simile all'aspetto originale.

Le unità 1404-1430 si differenziano dalle automotrici prototipo ALn 668.1401-1403 per alcune modifiche al telaio, per la sostituzione dei finestrini a cremagliera con altri di tipo più moderno e per le prese d'aria di alimentazione dei motori, spostate sulle fiancate all'altezza dei finestrini dalla posizione originale in due rialzi sul tetto in prossimità degli scarichi.
Sulle unità 1431-1470 furono introdotte ulteriori piccole modifiche, come l'aggiunta degli appoggi per il sollevamento della cassa.
La sottoserie 1471-1480 subì una modifica più sostanziosa che vide la sostituzione del passaggio di servizio scoperto delle unità precedenti, costituito da una piccola porta frontale corredata da una predella ribaltabile e una coppia di mancorrenti, con un intercomunicante integrale con il mantice contenuto in un vano ricavato nella cabina di guida e celato da una porta frontale a doppio battente.

### Motore e trasmissione
Per la serie 1400 fu adottato il motore Diesel a sei cilindri a iniezione diretta FIAT 203 S sovralimentato con la turbosoffiante Brown Boveri VTx 150 (cilindrata 10,676 dm³, potenza nominale UIC 125 kW, potenza di taratura FS 110 kW), che derivava dal robusto tipo FIAT 203, adottato per l'autocarro FIAT 682 N e, fino ai primi anni sessanta, montato anche su centinaia di autobus..
I due motori di trazione sono sistemati longitudinalmente sull'asse di mezzeria nella parte centrale del sottocassa. La trasmissione del moto alla sala motrice di ciascun carrello avviene per mezzo dei seguenti organi meccanici.:
- giunto idraulico e frizione a secco, integrati nel gruppo motore;
- albero di trasmissione tra frizione e cambio;
- cambio di velocità a cinque marce;
- albero di trasmissione tra cambio e ponte;
- ponte riduttore con invertitore di marcia.

Il giunto idraulico o "volano fluido", strettamente derivato da quello che equipaggiava le automotrici RALn 60 e ALn 990, consente la trasmissione della coppia motrice agevolando e rendendo più dolce l'avviamento, preservando al contempo la frizione da un eccessivo logoramento.
La frizione del tipo monodisco a secco è posta immediatamente a valle del giunto idraulico e interviene all'atto del cambio delle marce.
Il cambio è lo stesso progettato nel 1949 per le automotrici RALn 60, decisamente sovradimensionato per le esigenze delle 1400, ma proprio questa caratteristica, unita ai perfezionamenti tecnologici intervenuti nel corso degli anni, gli consentì di essere impiegato anche con le successive serie, equipaggiate con motori di maggior potenza a partire dal 1975.
Si tratta di un cambio meccanico a cinque rapporti con ingranaggi sempre in presa e sincronizzazione delle marce per mezzo di manicotti scorrevoli con innesto a denti, azionati da forcelle a comando elettropneumatico.
I rapporti del cambio di velocità sono 5,37 in prima marcia, 3,40 in seconda, 2,01 in terza, 1,27 in quarta e 1,00 in quinta.
Il ponte riduttore, sistemato sull'asse interno di ciascun carrello secondo il rodiggio (1A)(A1), è costituito da un complesso di ingranaggi cilindrici e conici e da un manicotto scorrevole che permettono di ottenere la marcia bidirezionale; il senso di marcia viene stabilito con un attuatore elettropneumatico comandato a distanza dai contatti dell'inseritore generale del banco di manovra.

### Carrelli

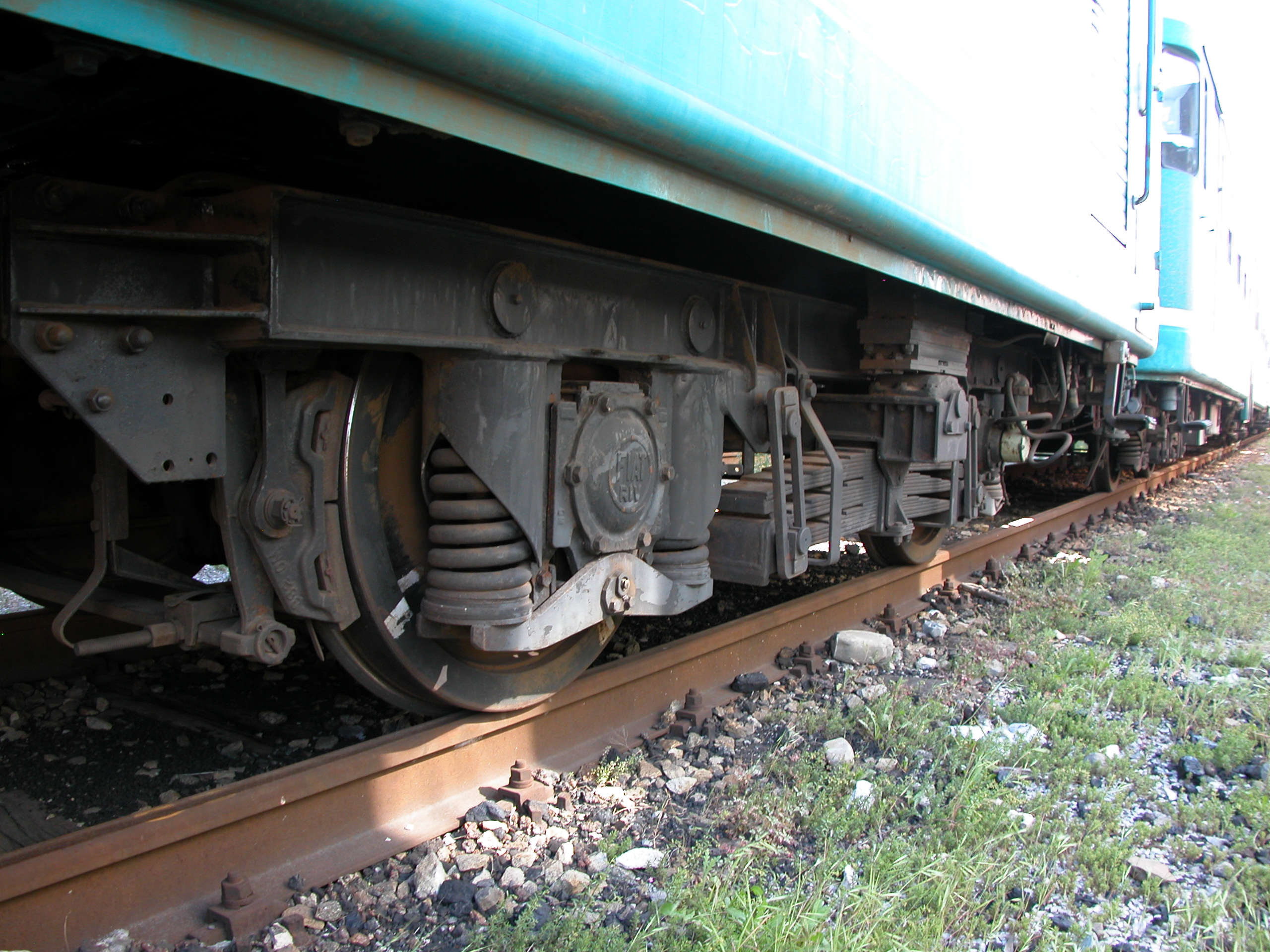
Il carrello anteriore dell'ALn 668.1462 visto dal lato della sala motrice. In primo piano si vedono i due ceppi del freno e le molle elicoidali della sospensione primaria, mentre in secondo piano si possono notare le molle a balestra tripartite della sospensione secondaria e l'estremità della traversa oscillante con il rullo su cui appoggia la cassa dell'automotrice.

I carrelli, derivati direttamente da quelli delle "automotrici ferroviarie sperimentali" L101, L102 e L103 (AFS) costruite dalla FIAT nell'anteguerra, sono a struttura scatolare con molle elicoidali e guidaboccole prismatici nella sospensione primaria e molle a balestra bipartite nella sospensione secondaria, soluzione considerata all'epoca del tutto normale.
Analogamente alle coeve RALn 60, ALn 990 e ALn 64, la cassa dell'automotrice appoggia sui carrelli per mezzo di rulli sistemati alle estremità della traversa oscillante, a cui è collegata con un perno di trascinamento a snodo sferico posto sulla mezzeria.
La traversa oscillante, appoggiata sulle molle a balestra della sospensione secondaria, riceve gli sforzi di trazione e frenatura per mezzo di due bielle collegate al telaio del carrello da parti opposte e li trasmette alla cassa tramite il giunto di collegamento a nodo sferico.
I carrelli delle prime trenta ALn 668 furono equipaggiati con sabbiere e tubi lanciasabbia sulle ruote esterne, che vennero presto eliminate vista la scarsa utilità e le buone condizioni di aderenza sia in trazione che in frenatura.
L'impianto dei freni comprende un cilindro per ciascuna ruota, che sui prototipi azionava tramite un apposito leveraggio quattro ceppi in ghisa, uno per ruota; l'azione frenante fu però migliorata con l'applicazione di un secondo ceppo per ogni ruota a partire dalla prima unità di serie, la ALn 668.1404.
Su ciascun carrello agisce inoltre il freno a mano di stazionamento, azionabile dalla corrispondente cabina di guida.
Il passo rigido del carrello è di 2.300 mm; il diametro delle ruote a nuovo e al massimo dell'usura varia da 920 a 860 mm sulle automotrici di serie ALn 668.1404-1480 e da 910 a 850 mm sui prototipi ALn 668.1401-1403.

### Cassa e arredamento interno
La sistemazione dei motori nel sottocassa permise una maggiore razionalizzazione dello spazio rispetto alle automotrici dei gruppi precedenti: grazie a questa disposizione le ALn 668 offrono infatti solo quattro posti in meno rispetto alle ALn 772 e, pur con l'aggiunta del bagagliaio e l'adozione di una distanza tra i sedili leggermente superiore, sono lunghe circa due metri e mezzo in meno; per contro le cabine di guida sono più anguste, ma completamente libere dall'ingombro del cofano del motore.
Il telaio della cassa deriva dalle automotrici dell'immediato dopoguerra, dalle quali riprende il pavimento "non cooperante" ai fini della resistenza a compressione sui respingenti, composto da vari pannelli metallici che vanno a riempire i vuoti tra longherine e traverse, alcuni dei quali costituiscono le botole necessarie per la manutenzione degli organi sistemati sul dorso dei motori.
L'allestimento interno, identico a quello dei prototipi ALn 668.001-003, comprende i seguenti ambienti: 
- cabina di guida anteriore;
- bagagliaio con due saracinesche laterali;
- sezione di prima classe costituita da un modulo di 1.680 mm con otto posti su sedili ricoperti in velluto sistemati secondo lo schema 2+2;
- sezione di seconda classe separata dalla prima classe con una paretina sprovvista di porta e costituita da due moduli e mezzo di 1.600 mm con venti posti su sedili sistemati secondo lo schema 2+2 e il mezzo modulo restante occupato dalla ritirata;
- vestibolo di salita centrale con due porte a libretto a comando pneumatico per ciascun lato, tre strapuntini e accesso alla ritirata;
- ambiente di seconda classe costituito da cinque moduli di 1.600 mm con quaranta posti su sedili sistemati secondo lo schema 2+2;
- cabina di guida posteriore.

L'arredamento delle ALn 668.1401-1470, il più spartano di tutte le serie che seguirono, è caratterizzato da bagagliere trasversali poste sopra i sedili, che contribuiscono con l'illuminazione a lampade a incandescenza a rendere l'ambiente poco luminoso, e da sedili imbottiti in gommapiuma privi dei poggiatesta e sormontati da una semplice paretina para aria.
La confortevolezza dell'ambiente è ulteriormente peggiorata dalla presenza nel pavimento delle botole per l'ispezione degli organi meccanici che, oltre a rappresentare una fonte di rumore, contribuiscono a indebolire la struttura del veicolo che dopo poco tempo dovette essere rinforzata.
Sulla sottoserie ALn 668.1471-1480 le antiestetiche bagagliere trasversali furono sostituite con il tipo longitudinale, anticipando la soluzione adottata dalla serie 1500 in avanti.
I prototipi ALn 668.1401-1403 e la sottoserie ALn 668.1404-1470 nacquero con una semplice intercomunicazione di servizio sulle testate, la cui piccola porta frontale fu sempre fonte di disagi per il personale di macchina a causa degli spifferi di aria fredda che, unitamente al riscaldamento insufficiente, rendevano l'ambiente di guida piuttosto freddo nella stagione invernale; per contro l'assenza dei mantici rendeva la cabina di queste macchine la migliore come visibilità.

### Cabina di guida

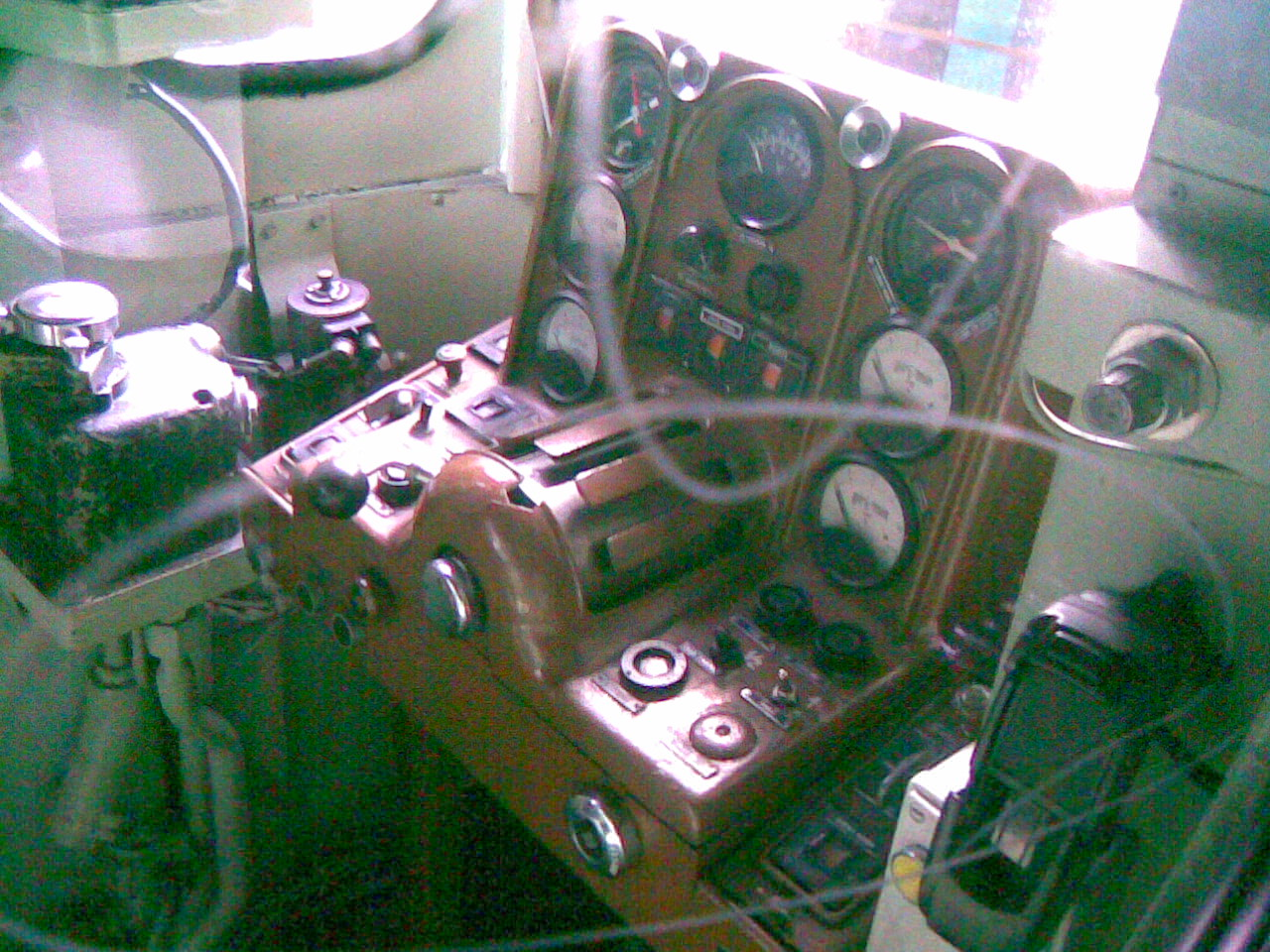
Il banco di manovra delle ALn 668.

L'esiguo spazio a disposizione delle cabine di guida poste alle estremità dell'automotrice fu sfruttato in modo razionale disponendo a sinistra il banco di manovra, al centro la porta di intercomunicazione (sulle unità 1401-1470) o il vano per il mantice (sulle unità 1471-1480) e a destra il posto per l'aiuto macchinista e il casellario per il messaggere postale.
Il posto del macchinista è equipaggiato con il rubinetto del freno tipo Westighouse a cinque posizioni, posto a sinistra del banco di manovra che riunisce tutti gli altri comandi e gli strumenti di controllo per l'automotrice pilota e l'unità accoppiata in comando multiplo.
Il banco di comando è dotato del combinatore di manovra brevettato dalla FIAT, che integra in una sola leva i comandi del cambio e dell'acceleratore e agisce automaticamente sulla frizione nel passaggio tra una marcia e l'altra.

### Organi di accoppiamento
Le ALn 668.1400 sono equipaggiate con i normali organi di trazione e repulsione (gancio di trazione e respingenti) che permettono loro di essere inserite in composizione con la maggior parte delle automotrici e con i treni di materiale ordinario; l'accoppiamento con le automotrici dei vecchio tipo come le ALn 56, ALn 556, ALn 772 e le rimorchiate derivate dalle littorine è possibile soltanto con l'interposizione di una barra di trazione e di un'apposita maschera da ancorare al gancio dell'ALn 668.
Sulle testate sono inoltre disponibili gli accoppiatori della condotta elettrica a 78 poli per il comando multiplo di due automotrici e l'accoppiamento con le rimorchiate.

### Servizi ausiliari

#### Alimentazione motori
L'aria per l'alimentazione giunge a ciascun motore attraverso una coppia di prese protette poste sulle fiancate e un filtro a bagno d'olio; le prese d'aria dei prototipi 1401-1403 sono invece sistemate in una coppia di calotte poste sul tetto in prossimità dei tubi di scappamento.
Il gasolio per l'alimentazione dei motori è contenuto in una coppia di serbatoi d'acciaio della capacità di 250 litri ciascuno, collegati tra loro e posti sotto il pavimento, che consentono un'autonomia di circa 600 km.

#### Scappamento motori
Le marmitte delle 1400, come per tutte le serie equipaggiate con motori sovralimentati, furono costruite su misura e nascoste per ragioni estetiche in due cavedi in corrispondenza del vestibolo.

#### Raffreddamento motori
L'acqua di raffreddamento dei motori delle ALn 668 viene fatta circolare da una pompa centrifuga nei radiatori sistemati in posizione verticale sotto il pavimento lungo le fiancate dell'automotrice.
Ciascun motore ha un proprio circuito di raffreddamento nel quale sono inseriti anche il compressore dell'aria, lo scambiatore di calore dell'olio e la turbosoffiante per l'aria di sovralimentazione.
La circolazione dell'acqua è controllata da una valvola termostatica che esclude il passaggio nei radiatori al di sotto della temperatura di 79 °C.
Ciascun radiatore viene raffreddato da una ventola azionata dal rispettivo motore con una trasmissione meccanica sempre in presa.

#### Impianto di riscaldamento
In origine e solo sulla serie 1400 l'acqua di raffreddamento dei motori veniva fatta circolare durante la stagione invernale in semplici tubi alettati per riscaldare gli ambienti viaggiatori e le cabine di guida; questo sistema si rivelò però poco efficiente e i tubi alettati furono sostituiti con aerotermi.

#### Impianto pneumatico
L'impianto pneumatico comprende tre serbatoi principali collegati in serie, di cui due costituiscono la riserva d'aria generale per tutte le utenze pneumatiche dell'automotrice e uno per il freno; l'impianto è controllato e protetto da un regolatore di pressione, sincronizzato con i suoi corrispondenti in caso di marcia con unità multiple.
L'aria compressa per il freno e i comandi pneumatici viene prodotta da una coppia di compressori Westinghouse T 460 da 460 litri al minuto, azionati direttamente dai motori Diesel.

#### Impianto elettrico
Tutte le utenze elettriche del veicolo (tra cui i circuiti di illuminazione, di comando e di avviamento dei motori) sono alimentate in corrente continua a 24 V da otto batterie di accumulatori della capacità complessiva di 560 Ah, ricaricate da una coppia di dinamo da 2 kW azionate direttamente dai motori Diesel.
L'impianto elettrico prevede inoltre due prese di servizio a 220 V in corrente alternata per la ricarica esterna delle batterie nei depositi locomotive e per l'alimentazione delle scaldiglie di preriscaldamento dell'acqua dei motori nella stagione invernale, operazione particolarmente utile quando le automotrici sono costrette a sostare a lungo all'aperto, in particolare di notte, nelle stazioni capilinea o nei depositi..

## Modifiche

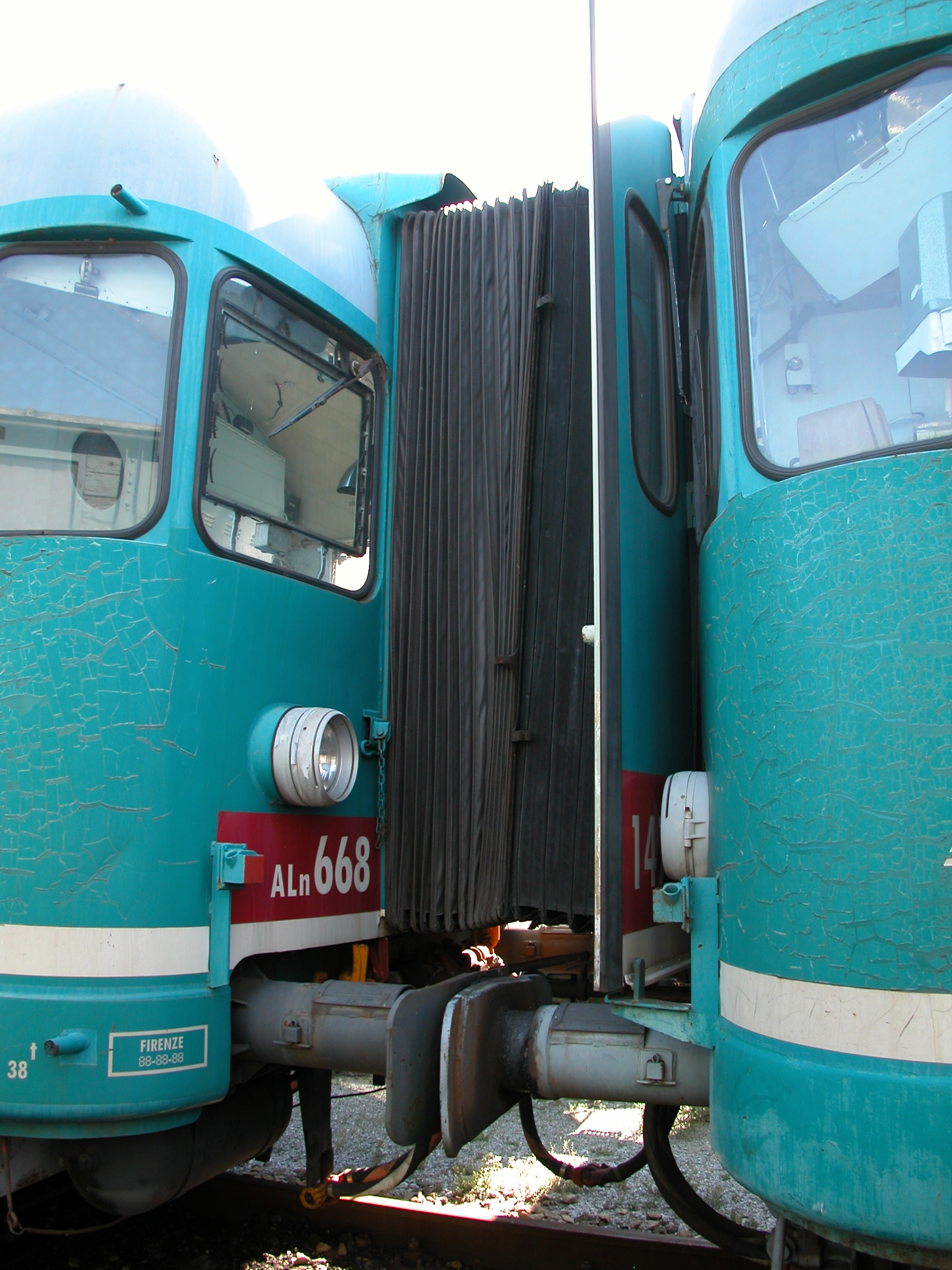
L'intercomunicazione tra le ALn 668.1462 e 1468. Sulle ALn 668.1401-1470 il mantice fu aggiunto in un secondo tempo all'esterno della parete frontale.

La serie 1400 essendo la prima della famiglia delle ALn 668 fu la meno perfezionata e si cercò nel tempo di renderla per quanto possibile più vicina alle serie successive con interventi effettuati in sede di "Riparazione Generale" (RG) o di riparazioni intermedie, a seconda dell'impegno richiesto.
Oltre alle migliorie ai carrelli, alla cassa e all'ambiente interno descritti nel seguito, poco dopo la consegna fu installato nel bagagliaio un tachigrafo registratore e fu soppresso il freno moderabile, con conseguente eliminazione della terza condotta pneumatica e dei relativi accoppiatori posti sui frontale dell'automotrice.

### Migliorie ai carrelli
- Per evitare che la caduta delle balestre sul binario a causa della rottura dei pendini potesse causare lo svio del veicolo, evento particolarmente rischioso in corrispondenza dei giunti delle rotaie e dei deviatoi, furono ben presto aggiunte due staffe di sicurezza sulla sospensione secondaria[27].
- Le molle a balestra furono trasformate da bipartite a tripartite per rendere più elastica la sospensione secondaria[14][27].

### Migliorie alla cassa
Le ossature metalliche dei prototipi furono realizzate con criteri di ricerca della leggerezza e, non essendoci all'epoca prescrizioni particolari in materia, non ne fu verificata la resistenza al carico longitudinale. Da calcoli eseguiti a posteriori essa apparve molto bassa soprattutto per i rimorchi (non più di 300 kN) e per porre parziale rimedio a questo inconveniente tutta la serie 1400 fu rinforzata nei punti critici in occasione delle RG, portando resistenza ad almeno 600 kN.
Il mantice di intercomunicazione, non previsto inizialmente sulle unità 1401-1470, fu aggiunto negli anni sessanta in occasione delle RG, assieme all'adozione della nuova livrea unificata; l'intervento richiese la sostituzione dei vetri frontali con altri di minori dimensioni, alterandone l'estetica.
Nel 1983 iniziò la progressiva sostituzione delle porte pneumatiche d'ingresso con altre in lega leggera.
A partire dal 1990 i vetri frontali furono sostituiti con il tipo antisfondamento, utilizzando nelle prime applicazioni il tipo adottato per le serie da 1500 a 1800, le cui ridotte dimensioni modificarono leggermente l'estetica; successivamente furono adottati vetri specifici.

### Migliorie all'ambiente interno
Il riscaldamento, realizzato inizialmente facendo circolare l'acqua dei radiatori dei motori in semplici tubi alettati, si dimostrò ben presto insufficiente e fu perciò integrato da una caldaietta Webasto per il preriscaldamento dell'acqua e da radiatori con ventola (aerotermi); furono inoltre aggiunti degli aeratori sul tetto dei comparti viaggiatori.

## Esercizio

### Assegnazioni ai depositi locomotive
I prototipi e le relative rimorchiate furono assegnati inizialmente al deposito locomotive (DL) di Bologna Centrale per la valutazione dei mezzi, mentre i collaudi delle prime macchine di serie furono affidati al DL di Asti.
Nel 1958 iniziarono le assegnazioni definitive ai DL di Roma San Lorenzo e Foggia, che ricevettero circa trenta macchine ciascuno, e al DL di Mantova, che si vide assegnare l'intera sottoserie ALn 668.1471-1480 e alcune altre unità, tra cui i prototipi e le relative rimorchiate che prestarono servizio per quasi venticinque anni sulle linee della Val Padana assieme alle unità di serie.
Alcuni piccoli gruppi di ALn 668.1400 furono distaccati a scopo di istruzione all'inizio degli anni sessanta presso i depositi locomotive destinati a ricevere le automotrici delle serie successive, raggiungendo in Sicilia prima il DL di Catania e poi quello di Siracusa; per lo stesso scopo altre quattro unità furono distaccate nel 1970 al DL Sulmona e successivamente a quello di Fabriano.
Nel 1970, all'arrivo delle ALn 668.1600, il DL di Foggia cedette tutte le sue "millequattrocento", la maggior parte delle quali andò a incrementare la dotazione del DL di Roma San Lorenzo, mentre il resto fu diviso tra i DL di Mantova e Fabriano.
Nel corso degli anni settanta alcune ALn 668.1400 del DL di Roma San Lorenzo andarono a incrementare la dotazione del DL di Fabriano, che ricevendo nel 1979 tutte le ALn 668.1400 del DL di Mantova, arrivò a disporre di ventiquattro macchine, tra cui i prototipi ALn 668.1401-1403 e tutta la sottoserie ALn 668.1471-1480.
Tra il 1975 e il 1976 l'arrivo al DL di Roma San Lorenzo delle nuovissime ALn 668.1900 causò il trasferimento al DL di Sulmona di dodici ALn 668.1400 che, divenute quasi subito esuberanti per una serie di movimenti a catena tra vari depositi FS, ritornarono ben presto nel DL della capitale per sostituire le nuove arrivate a loro volta trasferite altrove.
Nel 1981, con l'arrivo delle ALn 668.3100, il DL di Roma San Lorenzo perse altre sei ALn 668.1400 e alcuni rimorchiate Ln 664 che furono spostate nel DL di Verona.
Il 1º marzo 1983 mancavano all'appello soltanto quattro ALn 668.1400 e le restanti settantasei erano assegnate ai DL di Verona (6), Fabriano (24) e Roma San Lorenzo (46); le trentadue rimorchiate Ln 664.1400 erano invece ancora tutte in servizio, assegnate ai DL di Verona (4), Roma San Lorenzo (20) e Rimini (8). Il DL di Fabriano non aveva in dotazione rimorchiate, mentre quelle di Rimini, che non possedeva ALn 668.1400, viaggiavano accoppiate con le ALn 668.1900.
Nel 1989, in previsione del completamento dell'elettrificazione delle linee afferenti al nodo di Roma, quindici automotrici ALn 668.1400 e otto rimorchiate Ln 664.1400 del DL di Roma San Lorenzo destinate all'esercizio della Avezzano-Roccasecca-Cassino furono spostate al DL di Sulmona.
Nello stesso 1989 il DL di Verona perse la sua dotazione di 1400, che fu divisa tra i DL di Sulmona e Fabriano.
Nel 1996 sette ALn 668.1400 del DL di Sulmona, ancora in buone condizioni, furono trasferite al DL di Fabriano che fu l'ultimo a utilizzare una trentina di queste macchine fino al 2001, quando l'assegnazione delle ALn 668.3100 ne causò l'accantonamento.

### Principali servizi
Tra i servizi svolti dalle macchine del DL di Mantova meritano menzione il primo treno del mattino Mantova-Monselice-Padova (107 km), composto fino agli ultimi anni settanta da tre ALn 668.1400 e due rimorchiate Ln 664.1400, e il servizio a cadenza oraria istituito dal 1973 sulla Vicenza-Schio (32 km), affidato anch'esso a un treno composto da automotrici ALn 668.1400 e rimorchiate Ln 664.1400.
La parte più rilevante dell'attività delle ALn 668.1400 fu svolta dalle unità del DL di Roma San Lorenzo che arrivò a contare più di una cinquantina di automotrici e una ventina di rimorchiate che prestarono servizio anche su linee di notevole estensione come:
- la Roma-Cassino-Napoli (249 km), servita con composizioni che arrivavano a comprendere fino a due automotrici e due rimorchiate, che fu la relazione più impegnativa fino all'elettrificazione del maggio 1977;
- la Avezzano-Roccasecca (80 km), servita dalle macchine distaccate a Cassino con treni composti da due automotrici e una rimorchiata;
- la Roma-Capranica-Viterbo (95 km), dove i treni composti da un'automotrice e una rimorchiata vennero messi a dura prova dalle pendenze della linea e dalle numerose fermate[41];
- le diramazioni Capranica-Orte (37 km) e Viterbo-Attigliano-Orte (54 km);
- la Civitavecchia-Capranica (49 km), chiusa nel 1961, sulla quale svolsero un brevissimo servizio a partire dall'inverno 1960;
- la Priverno-Terracina (18 km), su cui svolsero corse isolate fino all'elettrificazione dell'ottobre 1982, assicurando anche l'espresso Roma-Terracina che correva al massimo delle possibilità sugli 86 km della Direttissima Roma-Napoli.

Oltre a servire queste relazioni le ALn 668.1400 capitoline raggiungevano Pescara, L'Aquila (con il direttissimo Freccia del Gran Sasso) e Avezzano e assicuravano le "corsette" per il personale FS tra Roma Termini e il DL di Roma San Lorenzo, ma l'impegno più interessante fu certamente il cosiddetto "servizio urbano FS", svolto intorno alla capitale usando alcuni raccordi e la parte iniziale della linea per Viterbo. 

Il servizio istituito il 15 aprile 1967 lungo il percorso Roma Tiburtina-Roma Tuscolana-Roma Trastevere-Roma Monte Mario fu successivamente esteso verso ovest fino a La Storta-Formello (con alcune corse prolungate a Cesano di Roma) e ulteriormente prolungato verso est nel febbraio 1981 fino a Monterotondo sulla "linea lenta" per Firenze (alcuni treni si spingevano fino a Fara Sabina e Orte), con un percorso complessivo di 52 km che superava di gran lunga i limiti del servizio cittadino, arricchito nel frattempo dalla stazione di Roma Balduina (aperta come fermata il 2 maggio 1968 e trasformata in stazione il 22 settembre 1971) e dalle fermate di Roma San Filippo Neri (aperta il 27 novembre 1971) e Roma Pineta Sacchetti (aperta il 1º marzo 1971).
Le macchine del DL di Sulmona fecero servizio su linee dal profilo altimetrico difficile come la Sulmona-Aquila-Rieti-Terni (164 km) e la Sulmona-Roccaraso-Castel di Sangro-Carpinone-Isernia (129 km) con composizioni ad accoppiamento fisso, tra le quali una terna comprendente due automotrici e una rimorchiata, che misero a dura prova nella prima metà degli anni novanta le ormai anziane 1400; per ovviare a questa difficile situazione il DL di Sulmona ricevette in dotazione nel 1991 sette ALn 668.1000 che si rivelarono però in numero insufficiente per coprire i turni e le ALn 668.1400 in migliori condizioni furono costrette a rimanere in servizio fino all'arrivo di ulteriori ALn 668.1000 nel 1994.
Le macchine del DL di Fabriano prestarono servizio sulle linee Fabriano-Pergola (32 km), Civitanova Marche-Fabriano (96 km) e Ascoli Piceno-San Benedetto del Tronto (33 km).

### Accantonamenti e radiazioni
La radiazione sistematica delle ALn 668 delle serie più anziane (1400 e 2400) iniziò con l'orario estivo del 1994, infatti fino ad allora delle settecentottantacinque automotrici prodotte per le FS erano state radiate soltanto dodici unità gravemente danneggiate in incidenti, tra cui sette ALn 668.1400. Fra queste l'ALn 668.1460 subì gravissimi danni per un incendio sviluppatosi a bordo nel mese di marzo del 1984, al seguito del quale il relitto, ricoverato provvisoriamente a Orte, fu giudicato irrecuperabile e demolito dal deposito locomotive di Roma San Lorenzo nel settembre dello stesso anno.
Le settantatré unità ancora in servizio nel 1994 cominciavano a essere eccedenti in tutti gli impianti FS che ne erano dotati, ma a motivo della maggiore affidabilità e dei minori oneri di esercizio rispetto alle coetanee automotrici Breda ALn 668.2400 in via di imminente accantonamento, furono ritenute di possibile interesse per le ferrovie in concessione che intendessero sostituire i propri mezzi più anziani o tecnicamente meno validi con altri che, seppure usati, avevano dimostrato grande affidabilità associata a bassi costi di esercizio.
Nello stesso 1994 le cinque unità in migliori condizioni dei DL di Roma San Lorenzo (ALn 668.1410 e 1430) e Sulmona (ALn 668.1413, 1427 e 1463), uscite da poco dalla riparazione generale (RG) con tutte le più recenti migliorie, furono dunque noleggiate temporaneamente alla Ferrovia Sangritana per espletare i servizi diretti tra Teramo e Lanciano attivati con l'orario estivo, mantenendo l'assegnazione negli stessi depositi FS.
Verso la fine dello stesso anno dieci unità dei DL di Roma San Lorenzo (ALn 668.1420, 1437 e 1456), Fabriano (ALn 668.1409, 1454, 1467 e 1469) e Sulmona (ALn 668.1436, 1464 e 1468) furono noleggiate temporaneamente alle Ferrovie del Sud-Est (FSE) dopo la RG presso l'Officina Grandi Riparazioni (OGR) di Foggia e l'assegnazione formale al DL della stessa città.
Nel 1996 altre quattro automotrici (ALn 668.1405, 1446, 1451 e 1466) furono noleggiate temporaneamente alla Ferrovia Bologna-Portomaggiore (FBP) e assegnate formalmente al DL di Bologna Centrale.

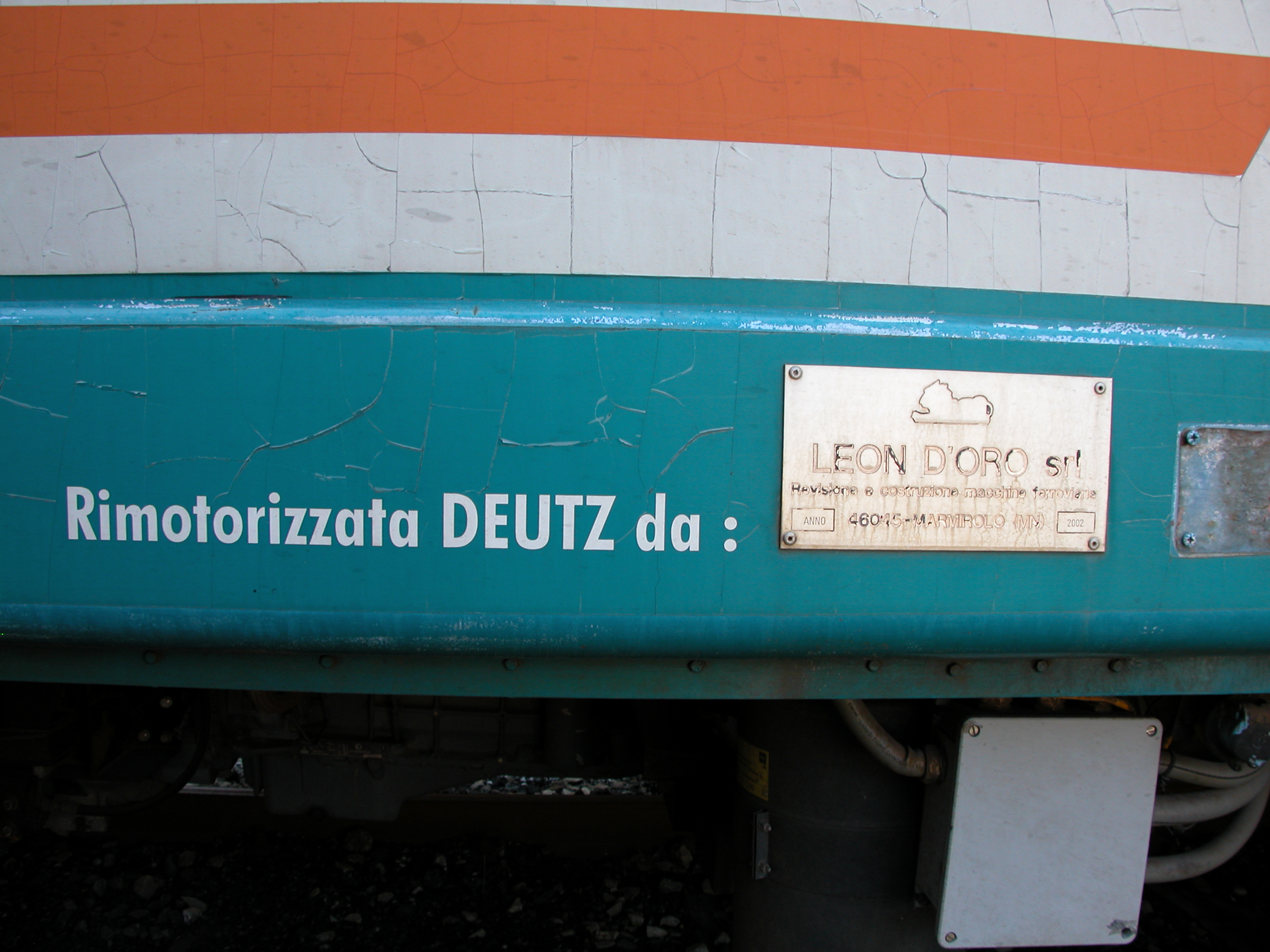
La targa di fabbrica apposta dalle Officine Leon d'Oro sul telaio dell'ALn 668.1462 in occasione dell'applicazione della motorizzazione Deutz nel 2002.

Nel frattempo le FSE acquistarono dieci automotrici (ALn 668.1418, 1439, 1441, 1443, 1445, 1447, 1449, 1450, 1465 e 1470) che furono ristrutturate pesantemente dalle officine Leon d'Oro con l'adozione di nuovi motori, nuovi arredi, soppressione di una cabina di guida e conseguente trasformazione in cinque unità doppie con un nuovo frontale sprovvisto di intercomunicante.
Nel 1998 l'ALn 668.1408 fu trasformata in rimorchiata attrezzata per la verifica a ultrasuoni dello stato del binario e inserita nel treno diagnostico «Galileo», composto dalla suddetta rimorchiata riclassificata Ln 668.1408, che costituisce l'elemento diagnostico vero e proprio del treno, e dall'automotrice ALn 668.3173, ristrutturata dopo un incidente.
Nel 2001 le Officine Magliola di Santhià equipaggiarono l'ALn 668.1430 con due motori sovralimentati IVECO 3712.32 tarati a 130 kW come prototipo per una trasformazione da proporre ad altre imprese ferroviarie; su questo modello furono realizzate tre sole unità (ex ALn 668.1442, 1444 e 1472), acquistate nel 2003 dalla ferrovia Alifana che le mise in servizio nel 2004 dopo averne rinnovato gli interni e installato l'impianto di climatizzazione.
Nel 2002 e 2003 furono sperimentati sulle ALn 668.1462 e 1468 i nuovi motori Deutz 013 BF6M tarati a 118 kW ed equipaggiati con cambio automatico; le due macchine così modificate furono assegnate al DL di Fabriano dove fecero servizio prevalentemente verso Pergola fino al 2006, poi vennero arrestate in attesa di disposizioni.
Nel 2004 cinque automotrici dell'ultima sottoserie (ALn 668.1471, 1474, 1476, 1479 e 1480) furono equipaggiate con nuovi arredi e noleggiate temporaneamente a Sistemi Territoriali, con assegnazione formale al DL di Treviso, per effettuare servizi sulla Rovigo-Chioggia.
Le demolizioni di molte unità della serie 1400 iniziarono tra il 2007 e il 2008.

### Unità preservate per il parco storico

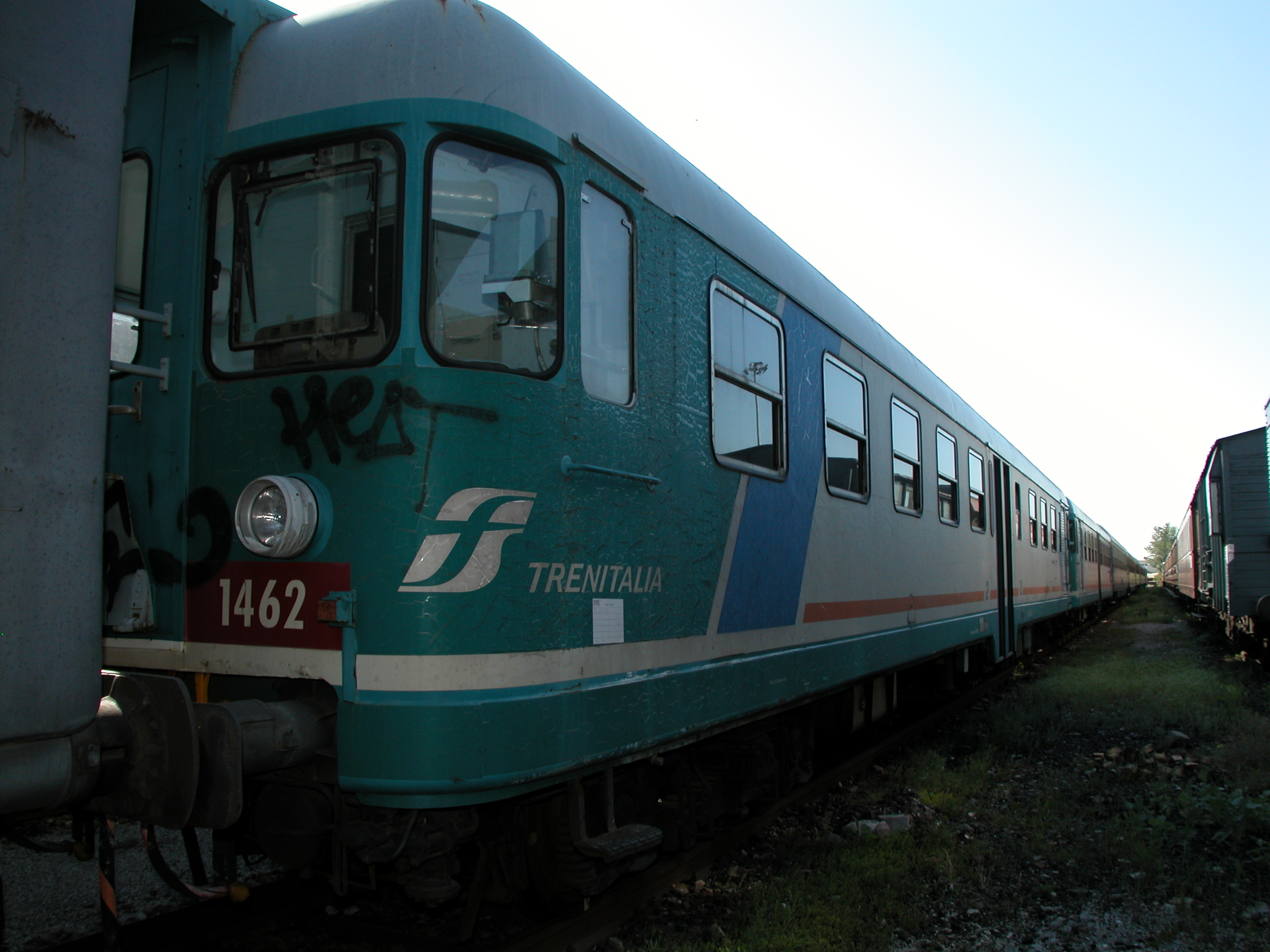
cLe automotrici ALn 668.1462 e 1478, in attesa del restauro funzionale per il parco storico, a Lecco Maggianico il 29 maggio 2012.

Della serie 1400 sono state destinate al parco storico le cinque automotrici ALn 668.1401, 1430, 1452, 1462 e 1468.
Le ALn 668.1452 e 1401, restaurate e riportate nella livrea originaria «verde lichene-giallo coloniale» dal DL di Fabriano rispettivamente nei mesi di maggio 2007 e 2008, sono state assegnate al parco rotabili storici di Trenitalia e trasferite a Lecco. Affidate all'officina manutenzione rotabili (OMR – ex deposito locomotive) di Lecco, a partire dal termine della stagione autunnale 2009 vengono ricoverate nella rimessa circolare del vecchio deposito locomotive di Firenze Romito, che funge da riparo temporaneo durante il periodo di mancato utilizzo.
La ALn 668.1430, ricostruita dalle Officine Magliola di Santhià nel 2001 e riportata nella livrea verde chiaro, soprannominata "Pisella" per la sua livrea sgargiante. Risulta accantonata dal 2014 e demolita nel marzo 2019.
Le ALn 668.1462 e 1478, ultime unità efficienti del DL di Fabriano, dov'erano accantonate dal 2006, furono trasferite il 17 novembre 2009 alla rimessa locomotive di Chivasso in vista dell'istituzione di un nuovo servizio richiesto dalla Regione Valle d'Aosta sulla ferrovia Aosta-Pré Saint Didier, dove svolsero con esito positivo una corsa di prova il 26 gennaio 2010.
Il programma di recupero, previa variazione dei rapporti di trasmissione con altri più adatti alle caratteristiche di una linea di montagna, revisione dell'arredamento interno e ritorno allo schema di coloritura unificato «grigio azzurro-beige pergamena» degli anni settanta, prevedeva l'inserimento delle due automotrici nel parco storico della Regione Piemonte, con assegnazione all'ex DL di Novara.

Tuttavia il progetto non andò in porto e le due automotrici, rimaste nelle condizioni in cui avevano lasciato il DL di Fabriano, furono spostate a Lecco Maggianico in attesa del recupero funzionale.
Le due automotrici sono state demolite a San Giuseppe di Cairo presso la ditta Vico S.r.l. nel gennaio 2017

## Modelli derivati per le ferrovie in concessione

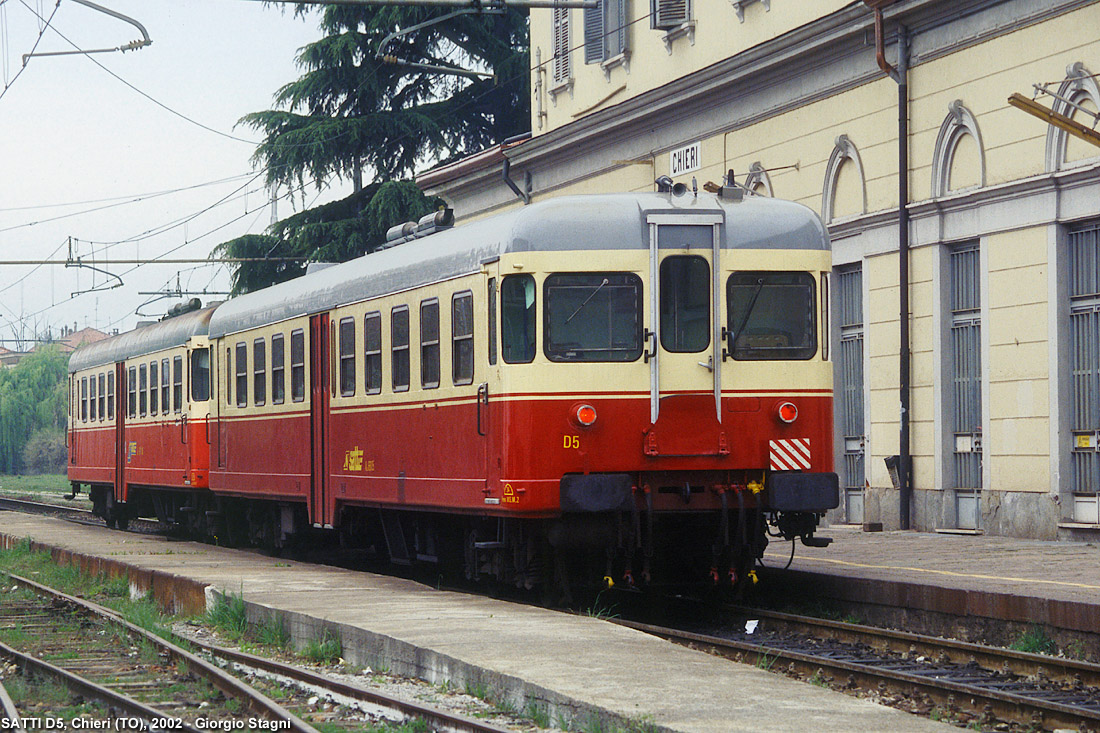
Automotrice SATTI D5 a Chieri nel 2002

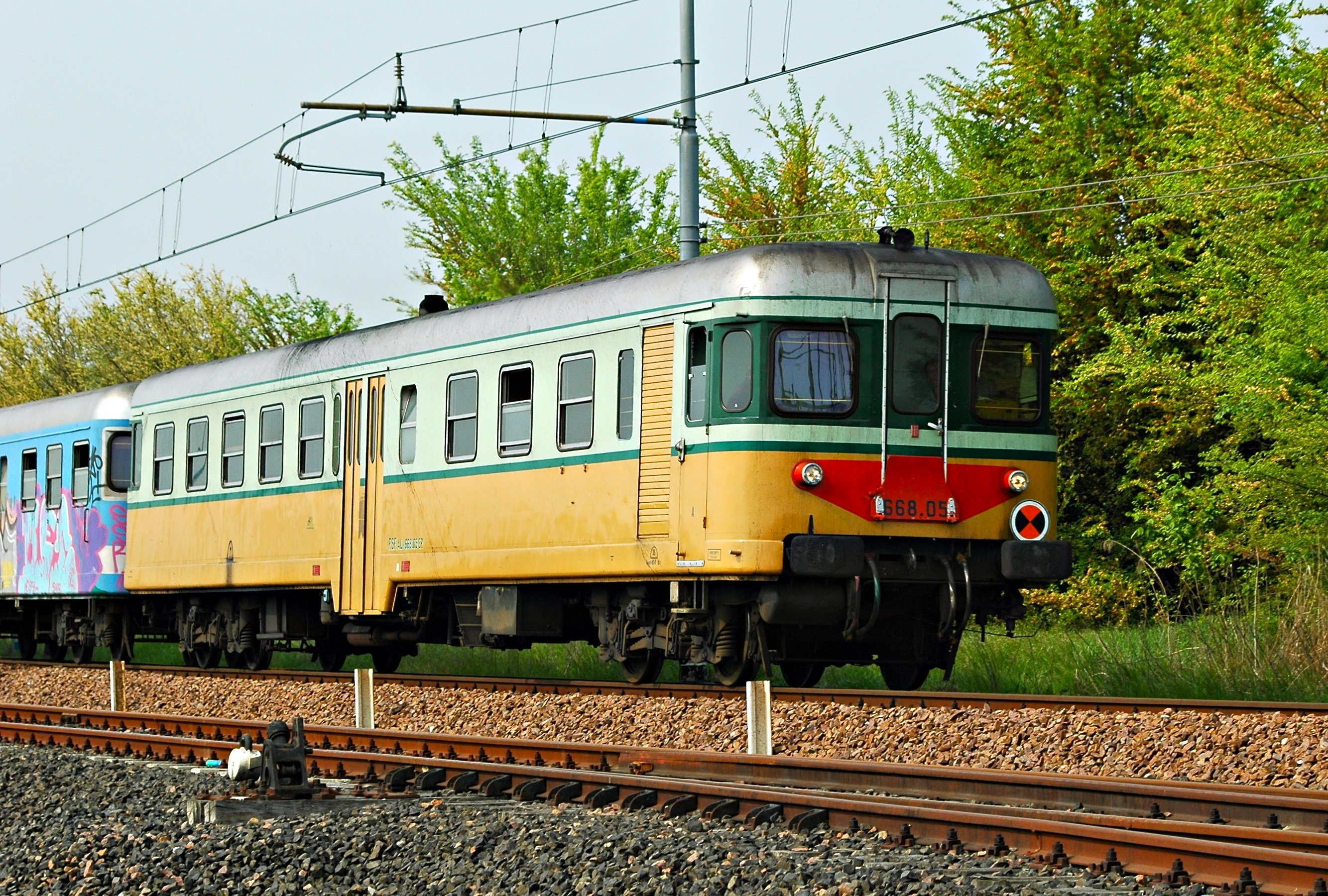
Automotrice ex FSF ALn 668.05, fotografata nel 2010

Tra il 1959 e il 1962 furono realizzate per le ferrovie in concessione piccoli lotti corrispondenti alla serie 1400, comprendenti:
- 10 automotrici e 7 rimorchiate pilota per la Canavesana, immatricolate SATTI ALn 668 D.1-D.10 e Ln 664 R.1-R.7 nel 1962;
- 6 automotrici e 6 rimorchiate pilota per la Ferrovia Suzzara-Ferrara, immatricolate FSF ALn 668.05-10 e Ln 664.25-29 tra il 1959 e il 1962;
- 2 automotrici per la ferrovia Parma-Suzzara della Società Veneta (SV), immatricolate ADn 601-602 nel 1962;

tutte con rapporto di trasmissione ridotto e velocità massima di 88-90 km/h.

## Riproduzioni fermodellistiche
Le unità della serie 1400 furono oggetto di riproduzione nella scala H0 da parte delle ditte Rivarossi, a partire dal 1964, e ViTrains, che presentò nell'edizione SWM 2010 della fiera del giocattolo di Norimberga il modello dell'automotrice FS ALn 668.1462 nello schema di coloritura XMPR.